# Glynn Geddie
Glynn Geddie (ur. 17 czerwca 1990 roku w Aberdeen) – brytyjski kierowca wyścigowy.

## Kariera
Geddie rozpoczął karierę w międzynarodowych wyścigach samochodowych w 2007 roku od startów w klasie A Scottish Saloon & Sports Car Championship, gdzie odniósł trzy zwycięstwa. Z dorobkiem dziewiętnastu punktów został sklasyfikowany na szesnastej pozycji w końcowej klasyfikacji kierowców. W późniejszym okresie Brytyjczyk pojawiał się także w stawce Scottish Mini Cooper Cup, Brytyjskiego Pucharu Porsche Carrera, Formuły Ford Walter Hayes Trophy, Porsche Supercup, Dutch Supercar Challenge, British GT Championship, International GT Open, FIA GT3 European Championship, Grand American Rolex Series, Supercar Challenge, Blancpain Endurance Series, British Touring Car Championship, GT Cup UK oraz Dunlop 24 Hour Race at Silverstone.